# Индряков, Иван Васильевич
Иван Васильевич Индряков (15 марта 1915, деревня Акчикасы, Казанская губерния — 17 января 1993, Тбилиси) — майор Советской Армии, участник Великой Отечественной войны, Герой Советского Союза (1944).

## Биография
Иван Васильевич Индряков родился 15 марта 1915 года в деревне Акчикасы Курмышского уезда (ныне Красночетайский муниципальный округ Чувашской Республики)в чувашской крестьянской семье. После окончания средней школы и курсов учителей работал учителем начальной школы в деревне Большие Атмени Красночетайского района. В 1938—1939 годах Индряков проходил службу в Рабоче-крестьянской Красной Армии. В августе 1941 года он повторно был призван в армию Красночетайским РВК. В 1942 году Индряков окончил Рязанское артиллерийское училище. С июня того же года — на фронтах Великой Отечественной войны. К июню 1944 года лейтенант Иван Индряков командовал артиллерийской батареей 1086-го стрелкового полка 323-й стрелковой дивизии 3-й армии 1-го Белорусского фронта. Отличился во время Белорусской операции.
25 июня 1944 года во время боя за освобождение деревни Великое Лядо Рогачёвского района Гомельской области Белорусской ССР батарея Индрякова оказалась в окружении. Индряков организовал круговую оборону и прорвал окружение, после чего поддерживал стрелковые части при разгроме противника в деревне. 30 июня в бою на шоссе Могилёв-Бобруйск батарея Индрякова уничтожила 2 танка и 44 автомашины противника, благодаря чему немецкие части не смогли отступить через Березину.
Указом Президиума Верховного Совета СССР от 22 августа 1944 года лейтенант Иван Индряков был удостоен высокого звания Героя Советского Союза с вручением ордена Ленина и медали «Золотая Звезда».
После окончания войны Индряков продолжил службу в Советской Армии. Окончил Высшую офицерскую артиллерийскую школу в Ленинграде. Служил в Марнеульском районном военном комиссариате Грузинской ССР. В 1959 году в звании майора Индряков был уволен в запас. Проживал в Тбилиси, умер 17 января 1993 года.

## Награждён
- двумя орденами Отечественной войны 1-й степени, двумя орденами Красной Звезды, рядом медалей.

## Память
Именем И.В. Индрякова названа улица в родной деревне. На доме, где он родился и жил, и на здании Красночетайской средней школы установлены мемориальные доски. В селе Красные Четаи установлен памятник.